# Mask (film)
Mask is een Amerikaanse dramafilm uit 1985 onder regie van Peter Bogdanovich.

## Verhaal
Rocky is door een ziekte ernstig misvormd in het gezicht. Zijn moeder Rusty wil dat haar zoon dezelfde kansen in de maatschappij krijgt als anderen.

## Rolverdeling
| Acteur           | Personage   |
| ---------------- | ----------- |
| Cher             | Rusty       |
| Sam Elliott      | Gar         |
| Eric Stoltz      | Rocky       |
| Estelle Getty    | Evelyn      |
| Richard Dysart   | Abe         |
| Laura Dern       | Diana Adams |
| Micole Mercurio  | Babe        |
| Harry Carey jr.  | Red         |
| Dennis Burkley   | Dozer       |
| Lawrence Monoson | Ben         |
| Ben Piazza       | Mr. Simms   |
| L. Craig King    | Eric        |
| Alexandra Powers | Lisa        |
| Kelly Jo Minter  | Lorrie      |